# キウィタス・シネ・スッフラギオ
キウィタス・シネ・スッフラギオ (Civitas Sine Suffragio) とは、古代ローマ社会における市民権のひとつ。日本語訳では「投票権なしのローマ市民権」と訳されることもある。この権利は授与者にローマ市民権と同様の権利が与えられたが、彼らには民会での投票権はなかった。
この市民権は紀元前338年にラテン同盟に加盟する一部の都市の市民に授与され、のちの共和政ローマの拡大へと貢献した。そしてのちの帝政ローマになると、この市民権はローマ軍によっての征服の後に属州となった地域住民をローマ人と同化するための政策として使われた。